# Nepogomphoides stuhlmanni
Nepogomphoides stuhlmanni é uma espécie de libelinha da família Gomphidae.
Pode ser encontrada nos seguintes países: Malawi, Moçambique e Tanzânia.
Os seus habitats naturais são: florestas subtropicais ou tropicais húmidas de baixa altitude e rios.
Está ameaçada por perda de habitat.